# Teiere Yixing

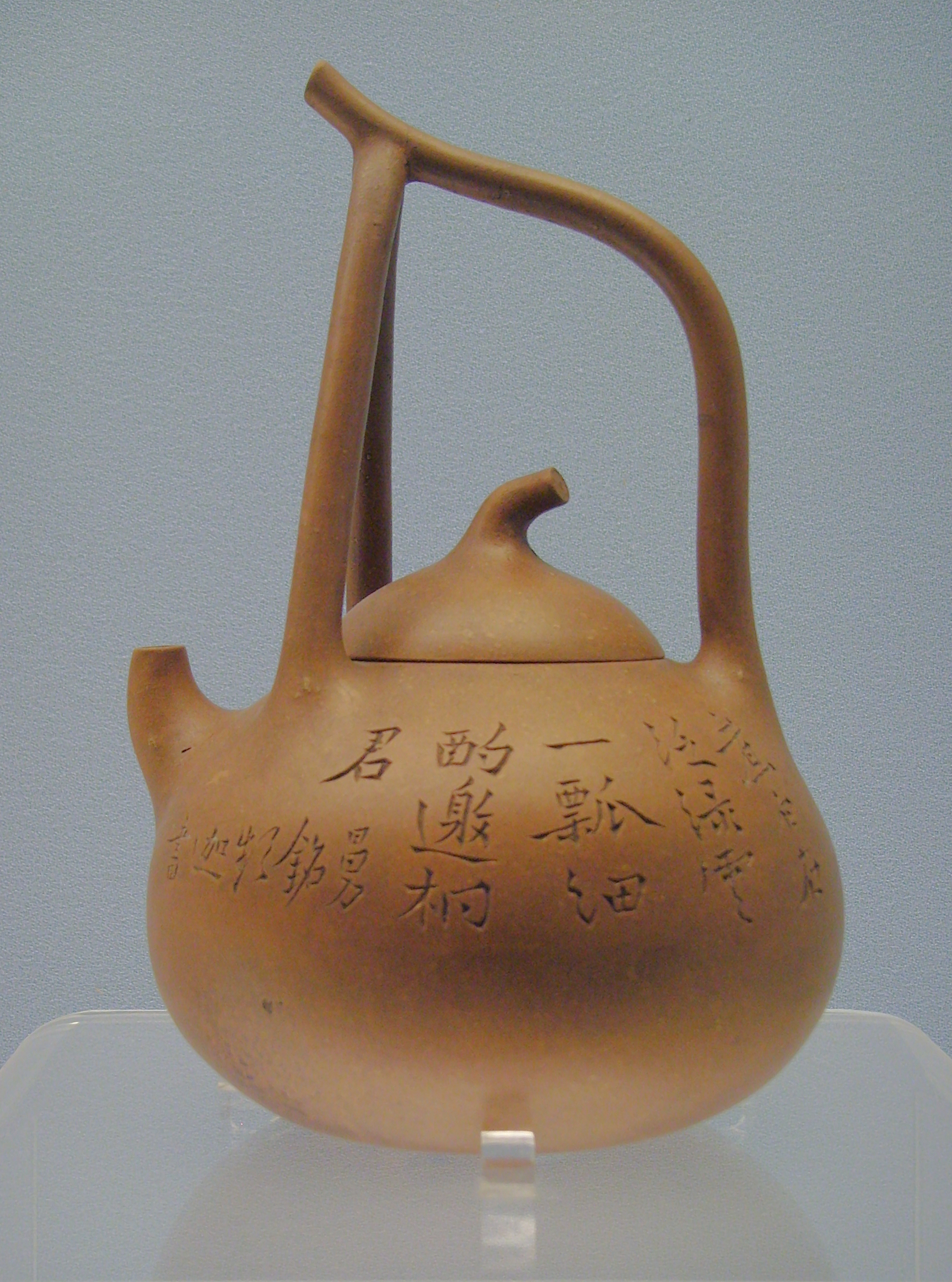
Articoli Yixing con marchio "Man Sheng", circa 1900 (Museo di Shanghai)

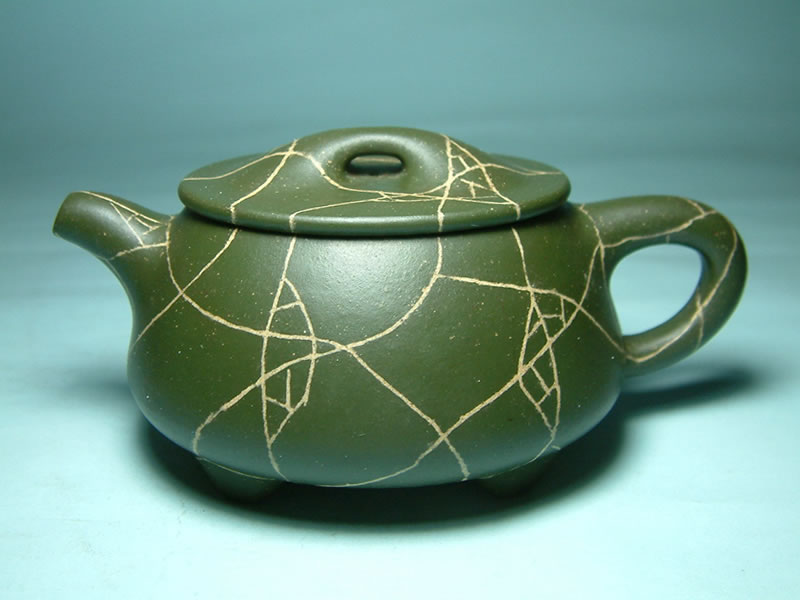
Una teiera cinese Yixing Zisha

Le teiere di argilla Yixing sono realizzate con argilla Yixing, un'argilla, chiamata anche argilla viola, che prende il nome dall'omonima città nella provincia cinese orientale del Jiangsu. In Cina, queste teiere, nate all'incirca nel XV secolo, vengono tutt'oggi utilizzate per preparare il tè secondo il metodo tradizionale.

## Storia
Gli scavi archeologici rivelano che già dalla dinastia Song (X secolo) i vasai vicino a Yixing usavano la creta locale "zisha" (letteralmente "sabbia / argilla viola") per creare utensili che potrebbero aver funzionato come teiere. Secondo l'autore della dinastia Ming Zhou Gaoqi, durante il regno dell'imperatore Zhengde, un monaco del tempio Jinsha (Tempio della Sabbia Dorata) a Yixing, ha realizzato a mano una teiera di ottima qualità con argilla locale. Presto tali teiere divennero popolari con la classe accademica cinese dell'epoca e la fama delle teiere Yixing iniziò a diffondersi.

### XX secolo
Le teiere Yíxīng sono in realtà prodotte nel vicino Dīngshān, noto anche come Dingshu,  sul lato ovest del lago Tai .  Centinaia di negozi di teiere fiancheggiano i bordi delle affollate strade della città ed è una destinazione turistica popolare per molti cinesi.

## Uso con il tè

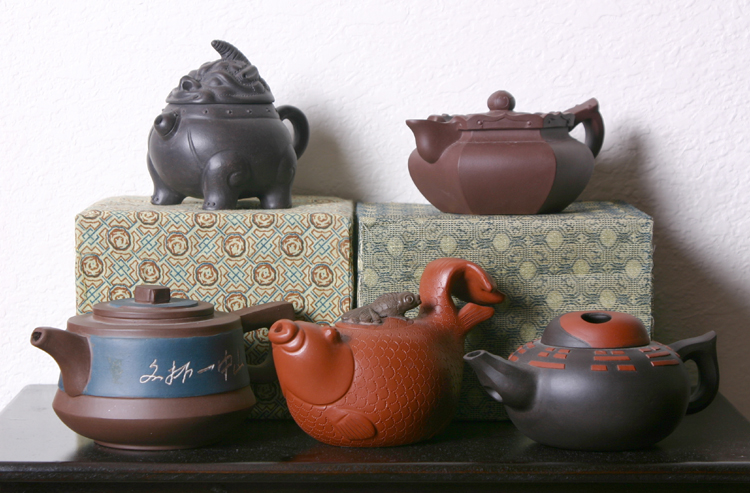
Cinque teiere di argilla Yixing, in stili dal formale al capriccioso.

Le teiere Yixing sono pensate per l'utilizzo con tè nero e tè oolong, così come tè pu'er invecchiato. Possono anche essere usati per il tè verde o bianco, ma l'acqua deve essere lasciata raffreddare a circa 85 °C (185 °F) prima di versare l'acqua nella teiera. Le teiere Yixing assorbono una piccola quantità di tè durante la preparazione.
Dopo un uso prolungato, la teiera svilupperà un rivestimento che conserva il sapore e il colore del tè. È per questo motivo che il sapone non dovrebbe essere usato per pulire le teiere Yixing. Invece, dovrebbero essere risciacquate con acqua tiepida e lasciate ad asciugare all'aria. Un intenditore di tè utilizzerà una teiera per ogni tipo di tè, in modo da non corrompere il sapore che è stato assorbito.
Le teiere Yixing sono più piccole delle loro controparti occidentali poiché il metodo orientale di infusione prevede una maggiore quantità di foglie in una minore quantità d'acqua. Questo permette di avere infusioni più veloci e più concentrate.
Riutilizzando più volte le stesse foglie di tè, il primo infuso serve solo per pulire il tè. Questo processo è generalmente chiamato risciacquo. Non tutti i tipi di tè necessitano però questo passaggio.
I cinesi bevono tradizionalmente da tazze che contengono meno di 100 ml di liquido, generalmente da 50/60/70 ml, e vengono semplicemente riempite ripetutamente in modo che possano raffreddarsi rapidamente.

## Prezzo
I prezzi possono variare da una dozzina a migliaia di yuan . Nel 2010 è stata messa all'asta una teiera per 12,32 milioni di yuan . In generale, il prezzo delle teiere Yixing dipende da fattori quali: età, argilla, artista, stile e metodi di produzione. Le teiere più costose vengono modellate a mano utilizzando strumenti di legno e bambù per manipolare l'argilla nella forma, mentre le teiere Yixing più economiche vengono prodotte mediante slipcasting.